# 17048 Nicolesegaran
A 17048 Nicolesegaran (ideiglenes jelöléssel (17048) 1999 FD34) a Naprendszer kisbolygóövében található aszteroida. A LINEAR projekt keretében fedezték fel 1999. március 19-én.